# Zarządca (prawo handlowe)
Zarządca –  w prawie handlowym – jest to organ postępowań: upadłościowego, restrukturyzacyjnego, cywilnego zabezpieczającego lub cywilnego egzekucyjnego, powołany przez sąd celem zarządzania przedsiębiorstwem lub gospodarstwem rolnym dłużnika, a w przypadku cywilnego postępowania zabezpieczającego – również zakładem wchodzącym w skład przedsiębiorstwa lub jego częścią albo częścią gospodarstwa rolnego. Ustanowienie zarządcy może nastąpić dla ochrony szeregu celów procesowych w oparciu o następujące podstawy prawne:
- Prawo restrukturyzacyjne (art. 24 pr)
- Prawo upadłościowe (art. 40 pu)
- Kodeks postępowania cywilnego
  - przepisy o zabezpieczeniu powództwa (art. 7524 kpc),
  - przepisy o egzekucji z przedsiębiorstw i gospodarstw rolnych:
    - z dochodów przedsiębiorstwa lub gospodarstwa rolnego (art. 106410 kpc),
    - przez sprzedaż w całości przedsiębiorstwa lub gospodarstwa rolnego (art. 106415 kpc)

Za wyjątkiem cywilnego postępowania zabezpieczającego, zarządca powoływany jest wyłącznie spośród podmiotów posiadających licencję doradcy restrukturyzacyjnego.

## Postępowanie restrukturyzacyjne
W postępowaniu restrukturyzacyjnym zarządca powoływany jest w związku z odebraniem dłużnikowi prawa zarządu przedsiębiorstwem lub gospodarstwem rolnym (najczęściej w sytuacji, gdy dłużnik nie daje rękojmi należytego sprawowania zarządu). Zarządca prócz prowadzenia przedsiębiorstwa lub gospodarstwa rolnego dłużnika dokonuje czynności analogiczne do nadzorcy sądowego, tj. sporządza listę wierzytelności i przygotowuje głosowanie nad układem. Podczas głosowania opiniuje możliwość wykonania układu. 

## Postępowanie upadłościowe
W postępowaniu upadłościowym zarządca powołany jest w celu zabezpieczenia majątku dłużnika.

## Cywilne postępowanie zabezpieczające lub egzekucyjne
Zarządca może być także powołany przez sąd w cywilnym postępowaniu zabezpieczającym lub egzekucyjnym. W tym drugim przypadku zarządca jest organem egzekucyjnym i funkcjonariuszem publicznym, a jego pozycja jest wówczas usytuowana pomiędzy komornikiem a syndykiem, jako że częściowo posiada on uprawnienia obu tych funkcjonariuszy i w podobnym zakresie dokonuje czynności, gdyż celem tego rodzaju egzekucji jest zarówno zbycie przedsiębiorstwa lub gospodarstwa rolnego w całości (jak w postępowaniu upadłościowym) jak też zaspokojenie wierzycieli (jak w egzekucji singularnej/komorniczej). Wszczęcie egzekucji z przedsiębiorstwa lub gospodarstwa rolnego w całości oznacza, że wszelkie inne egzekucje sądowe lub administracyjne umarzane są z mocy prawa, a jedynym wykonawczym organem egzekucyjnym pozostaje zarządca działający pod nadzorem sądu.